# Quercus oxyphylla
Quercus oxyphylla (E.H.Wilson) Hand.-Mazz. – gatunek rośliny z rodziny bukowatych (Fagaceae Dumort.). Występuje naturalnie w Chinach – w prowincjach Anhui, Fujian, Gansu, Kuejczou, Hubei, Hunan, Shaanxi, Syczuan oraz Zhejiang, a także w regionie autonomicznym Kuangsi.

## Morfologia
PokrójZimozielone drzewo dorastające do 20 m wysokości. Kora jest spękana i ma ciemnoszarą barwę.
LiścieBlaszka liściowa jest owłosiona od spodu i ma kształt od eliptycznego do podługowatego lub owalnie lancetowatego. Mierzy 5–12 cm długości oraz 2–6 cm szerokości, jest całobrzega lub delikatnie ząbkowana na brzegu, ma nasadę od zaokrąglonej do sercowatej i spiczasty wierzchołek. Ogonek liściowy jest owłosiony i ma 5–15 mm długości.
OwoceOrzechy zwane żołędziami o kształcie od elipsoidalnego do jajwatego, dorastają do 20–25 mm długości i 10–14 mm średnicy. Osadzone są pojedynczo w miseczkach w kształcie kubka, które mierzą 12–15 mm długości i 18–25 mm średnicy. Orzechy otulone są w miseczkach do połowy ich długości.

## Biologia i ekologia
Rośnie w lasach mieszanych. Występuje na wysokości do 2900 m n.p.m. Kwitnie od maja do czerwca, natomiast owoce dojrzewają od września do października.